# Alf Allen
Alfred (Alf) Walter Henry Allen (Bristol, 7 juli 1914 – 14 januari 1985) was een Brits syndicalist.

## Levensloop
Allen doorliep zijn school aan de East Bristol School.
Vervolgens ging hij aan de slag bij de 'Bristol Co-operative Society', alwaar hij werkzaam bleef tot hij in 1940 in dienst trad bij de Royal Air Force.
Na de Tweede Wereldoorlog ging hij aan de slag bij de National Union of Distributive and Allied Workers (NUDAW). Van deze vakbond, in 1947 opgegaan in de Union of Shop, Distributive and Allied Workers (USDAW), werd hij in 1951 secretaris en in 1962 algemeen secretaris in opvolging van Alan Birch. Zelf werd hij in deze functie achttien jaar later opgevolgd door Bill Whatley. 
Tevens was hij in 1974 voorzitter van de TUC in opvolging van Joseph Crawford, zelf werd hij in deze hoedanigheid opgevolgd door Marie Patterson. Daarnaast was hij ook voorzitter van de Fédération Internationale des Employés, Techniciens et Cadres (FIET). en gouverneur van de BBC.

## Eretekens en -titels
- Commandeur in de Orde van het Britse Rijk (1967)[2]
- Baron of Fallowfield (1974)